# Grup Excursionista i Esportiu Gironí
El Grup Excursionista i Esportiu Gironí, també conegut com El Grup o GEiEG (pronuncieu 'gec'), és una entitat cultural i esportiva de Girona, fundada l'any 1919, sota la presidència de Josep Torra i Mercadal. Va nàixer amb l'objectiu de fomentar l'excursionisme i l'atletisme a la ciutat, esdevenint un dels motors de la vida social i cultural de Girona.
El GEiEG és la primera entitat de Catalunya dedicada a l'esport base i amateur, és una de les primeres entitats en nombre de socis de Catalunya (16.300) i una de les entitats privades sense afany de lucre de l'estat amb més patrimoni.
En l'actualitat, té 23 seccions esportives o culturals: atletisme, basquet, botxes, coral, escola esportiva, esquí, gimnàstica artística, gimnàstica rítmica i estètica, halterofília, handbol, hoquei patins, judo, muntanya, natació, futbol, pàdel, patinatge artístic, pesca, rugbi, sardanes, esquaix, triatló, esport adaptat, tennis i waterpolo a més d'activitats de tennis taula, billar, escola de futbol i voleibol.

## Història
Entitat esportiva i cultural de Girona conegut popularment com El Grup o per les sigles GEiEG. Fou fundat l'any 1919, sota la presidència del fornellenc Josep Torra Mercadal. Nasqué amb la vocació d'impulsar l'excursionisme i l'atletisme a la ciutat de Girona i ha esdevingut un dels motors de la vida social i cultural gironina. Es començaren a organitzar sortides i excursions, i el 1920 tingué lloc la primera pujada col·lectiva a Rocacorba. Al mateix temps, s'organitzaren entrenaments atlètics i curses al camp de Mart de la Devesa. El 1921 participà en el primer campionat provincial d'atletisme.
Aquell mateix any es començà a publicar el butlletí i s'organitzaren les primeres sortides ciclistes. El butlletí recull cròniques i articles com els del farmacèutic, impressor i aficionat a l'excursionisme Joan Masó i Valentí. La Impremta Masó, fundada pel seu pare, va elaborar el Butlletí del Grup Excursionista Esportiu Gironí durant els anys trenta.
Destacà Jaume Janer, que participà en el Tour de França (1921). L'any 1922 es creà la secció de futbol, molt activa fins al 1924, però que amb el pas dels anys acabà esllanguint-se i desapareixent durant la Guerra Civil. La secció d'atletisme començà a entrenar-se als terrenys de Vista Alegre i el 1926 es confirmà com la secció insígnia del club, organitzant el Campionat de Catalunya. El 1926-27 s'oficialitzà la secció de ciclisme i es crearen les seccions d'escacs i de boxa. En aquesta última destacà Pere Rich, campió d'Espanya amateur. El 1930 la secció d'excursionisme organitzà el primer Aplec del Grup, trobada festiva celebrada anualment en algun punt proper a Girona. En la primera edició hi assistiren fins a 1.500 persones. El 1932 Vicenç Martí fou el primer soci que coronà l'Aneto. Amb el temps els muntanyencs del club coronaren nombrosos cims dels Pirineus i dels Alps. El 1933 la secció ciclista prengué empenta i alguns dels seus membres participaren en la Volta Ciclista a Catalunya. Als anys trenta la secció d'atletisme començà a donar els seus fruits; destacaren els velocistes Tomàs Colomer i Joan Duran, i el llançador Albí Caselles. D'altra banda, el 1934 es crearen les seccions de basquetbol, esports de neu i la de natació i waterpolo, que nasqué gràcies a la construcció d'una piscina. El 1936 es creà la secció d'hoquei sobre patins.

## Les seccions després de la Guerra Civil
El Grup fou refundat l'any 1941. Els entrenaments de les diferents seccions es traslladaren a l'Estadi de la Devesa de Girona, que estigué en funcionament entre el 1944 i el 1994. El 1945 s'inaugurà la pista de cendra amb l'organització del Campionat d'Espanya d'atletisme. En aquella època destacaren el velocista i saltador Ferran Méndez, el saltador Lluís Giró, el llançador Emili Mora i el marxador Albert Gurt. Després d'una davallada, durant la dècada de 1960 i 1970 l'atletisme gironí es dinamitzà. L'Estadi acollí els Jocs de la FISEC (1964), el Campionat de Catalunya d'atletisme (1969) i diversos encontres amb seleccions internacionals. Destacaren atletes com Pere Aguadé, Teresa Saló, Júlia Boza o Joan Briceño, però especialment Anna Maria Molina, que aconseguí fins a vint-i-cinc títols d'Espanya entre el 1967 i el 1978. Als anys vuitanta la secció d'atletisme s'havia consolidat com una de les millors de Catalunya. Des de llavors alguns dels seus atletes participaren en campionats internacionals, com l'olímpica Encarna Granados, José Luis Blanco, Imma Clopés, Jordi Mayoral, Lluís Turón, Cristina Agustí, Ana Belén Martínez i Marc Magrans. L'any 2001 el club organitzà novament el Campionat de Catalunya d'atletisme a les instal·lacions del Palau Sacosta. El 2009 també acollí el d'esport adaptat.
La secció de natació i waterpolo tingué un paper destacat quan alguns dels seus membres impulsaren la primera travessia a l'Estany de Banyoles, organitzada l'any 1944. El 1972 la secció construí la primera piscina climatitzada de la ciutat, ajudant que el club arribés a la xifra de 20.000 socis. Anualment organitza el Trofeu Sant Narcís. Alguns nedadors destacats són Miquel Suñer o Eduard Pérez. D'altra banda, disposa d'equip masculí i femení de waterpolo. L'equip femení ha jugat diverses temporades a la divisió d'honor estatal. La temporada 2011-12 ascendí de nou a aquesta categoria.
La secció de baquetbol competeix habitualment en categories territorials. L'equip femení destacà especialment durant la dècada de 1980, impulsat per Joan Lasheras i amb jugadores com Núria Bosch, Meritxell Buil i Sandra Ventura. Organitza anualment el Torneig Internacional GEiEG d'Any Nou.
La secció d'hoquei sobre patins tingué una gran activitat durant la dècada de 1940. Organitzà la tercera Copa d'Espanya l'any 1946, i l'equip del GEiEG fou subcampió d'aquesta competició (1947, 1949). Alguns dels seus jugadors foren internacionals amb la selecció espanyola. El 1965 la final de la Copa també fou organitzada a les instal·lacions del club. Després de molts anys en categories d'àmbit català, el primer equip jugà de nou a divisió d'honor estatal les temporades 2000-01, 2009-10 i 2010-11. L'any 2012 aconseguí un nou ascens a la màxima categoria. Organitza el torneig d'hoquei de base La Bola.
La secció d'handbol fou fundada l'any 1943 i participà en el primer Campionat d'Espanya d'handbol a onze (1944). Quan la competició es transformà en handbol a set l'equip passà a jugar en competicions catalanes o divisions menors d'àmbit estatal. La temporada 1980-81 quedà primer classificat de la divisió de plata i pujà a divisió d'honor. Jugà les temporades 1981-82 i 1982-83 a la màxima divisió estatal. L'equip conservà l'amateurisme i fou entrenat per Modest Molina. En Modest Molina va pujar l'equip, però el que va mantenir durant dues temporades l'equip a Divisió d'Honor fou en Faustino Villamarín, exinternacional i exjugador del FC Barcelona. El Palau Sacosta acollí dues finals de la Copa del Rei (1980, 1988) i el Torneig Internacional d'Espanya d'handbol (1984).
La secció de pesca fou fundada el 1949 i la de botxes i petanca el 1953. Aquesta última participa en l'Open d'Espanya, a la lliga i campionat català, i organitza el Torneig de Fires i Festes de Sant Narcís i el Torneig Internacional de Botxes.
La secció d'halterofilia fou fundada el 1959, impulsada per Joan Martínez, pioner de l'halterofilia a la província de Girona. Als anys noranta destacà Josep Lluís Martínez, que participà en els Jocs Olímpics de Seül (1988) i als Jocs Olímpics de Barcelona (1992). Posteriorment sobresortí Santiago Martínez, que obtingué nombrosos èxits internacionals i que participà en els Jocs Olímpics d'Atenes (2004), i Sergi Martínez, que guanyà el Campionat d'Espanya de la seva categoria en deu ocasions. La secció organitza el Trofeu Internacional Ciutat de Girona i el Trofeu Joan Martínez. El complex esportiu de Sant Narcís ha acollit diverses edicions del Campionat de Catalunya d'halterofilia.
El 1968 es fundà la secció de judo. Els seus equips competeixen a nivell català i estatal. En l'actualitat és dirigida per Pedro Carpintero Muñoz de la Peña, medallista en diverses competicions internacionals.
La secció de rugbi fou fundada el 1971. L'equip sènior masculí competeix habitualment en la màxima categoria de Catalunya, tot i que la temporada 2011-12 ascendí a primera divisió estatal. Ha guanyat la Copa Catalana (1996), la Lliga de primera divisió catalana (1989, 1991, 1997, 1999, 2005, 2007) i el Circuit Seven's de Catalunya (2006). També participa en competicions com el Torneig Eix Transversal i el Torneig 4 Barres. L'equip femení ha jugat diverses temporades a divisió d'honor estatal, categoria on competia la temporada 2011-12. Algunes jugadores com Laura Lladó, Júlia Pla, Marta Cabané, Elisabeth Martínez, Marina Cabré han participat en competicions internacionals amb la selecció espanyola.
El 1972 es creà la secció de tennis, el 1975 l'escola esportiva i el 1979 la secció de gimnàstica.
El 1981 s'hi incorporà la gimnàstica artística i la rítmica. Algunes de les seves integrants participen en competicions d'àmbit estatal. El 2010 el pavelló Lluís Bachs acollí la sisena edició del Campionat d'Espanya de gimnàstica estètica de grup.
Al final de la dècada de 1980 es crea la secció de patinatge i el 2006 s'incorporà el pàdel i dintre l'escola esportiva es creà l'escola de futbol.
També té escola de natació i de tennis, organitza activitats escolars, torneigs socials i ofereix als socis activitats dirigides com aeròbic, activitats aquàtiques. Actualment, des del setembre, el tennis taula es torna a fer com a activitat.
La secció de muntanya segueix organitzant excursions, travesses, ascensions, i practicant l'escalada, l'esquí de muntanya i la bicicleta tot terreny. Organitza la cursa de BTT-O Road Book Popular de les Gavarres. Algunes de les seccions que desaparegueren del club amb el pas del temps foren la de boxa, en què Emili Mora fou campió d'Espanya amateur dels pesos pesants als anys quaranta, o la de ciclisme, que durant trenta anys organitzà la Pujada Ciclista als Àngels. Altres activitats que també es practicaren puntualment foren l'hoquei sobre herba, el motociclisme, la pilota, el tennis de taula, el rem i la vela.
Finalment, el voleibol va entrar a formar part del conjunt d'esports practicats al GEiEG, amb un vincle amb l'AVAP de Girona, el 2023.

## El Centenari
L'any 2019 es va commemorar el centari d'aquesta entitat gironina. Entre d'altres esdeveniments, es va publicar un llibre sobre el GEiEG i Girona, coordinat per en Joaquim Nadal, exalcalde de la ciutat: El GEiEG i Girona, Girona i el GEiEG.

## Sociocultural
En l'aspecte sociocultural, el club organitza nombrosos esdeveniments. Entre els més destacats de caràcter esportiu hi ha la Festa del Pedal, celebrada des del 1942, i la Pujada a Peu als Àngels, cursa pedestre organitzada per primer cop el 1964, i que té com a punt final el Santuari de la Mare de Déu dels Àngels.
A més, el GEiEG organitza anualment el Lleuresport, un parc d'activitats del període nadalenc per a la mainada. Aquesta activitat té lloc al Complex de Sant Narcís.

## Seccions esportives i culturals
Entre parèntesis les dates de fundació de les seccions
- Atletisme (1920)
- Bàsquet (1934)
- Botxes (1953)
- Coral (1947)
- Escola esportiva (1975)
- Esquí (1934)
- Gimnàstica rítmica (1979)
- Gimnàstica artística (1981)
- Halterofília (1959)
- Handbol (1943)
- Hoquei patins (1936)
- Judo (1968)
- Muntanyisme (1919)
- Natació i waterpolo (1934)
- Pàdel
- Patinatge artístic (finals dels anys 80)
- Pesca (1949)
- Rugbi (1971)
- Rugbi a 13 (2009)
- Sardanes (1947)
- Tennis (1972)
- Futbol (2007)
- Triatló (2017)
- Voleibol (2023)

## Instal·lacions

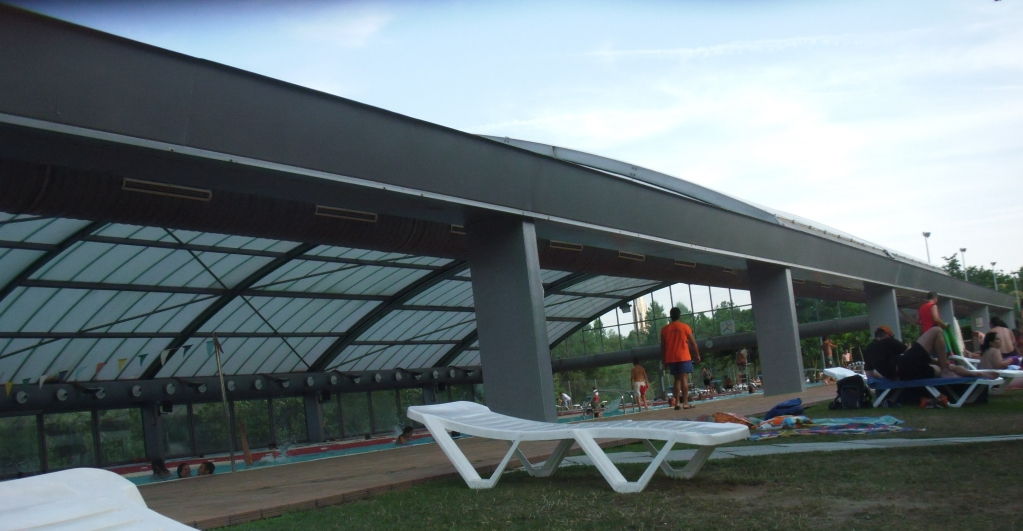
Piscina exterior del complex de Sant Ponç

- Complex esportiu Sant Ponç (Girona): Es posà en funcionament el 1970. Compta amb una piscina olímpica de 50m i una altra piscina de 25 metres, ambdues climatitzades, zona ludicotermal, espai per botxes, gimnàs, pistes d'esquaix, tennis i pàdel a més d'un camp de gespa artificial i una pista poliesportiva.
- Complex esportiu Sant Narcís (Girona): Hi ha també la seu social i el punt d'atenció al soci. La primera pedra es va posar el 4/11/1973.[14] S'inaugurà el 1975 i compta amb dues piscines exteriors, 2 pistes de tennis quick, frontó, pavelló Lluís Bachs esportiu amb capacitat per a 1000 persones, sala de spinning, sala fitness polivalent, 3 pistes poliesportives cobertes, una pista poliesportiva exterior, un gimnàs d'halterofília, i un gimnàs de judo. Actualment ubica tots els serveis administratius de l'entitat.[15]
- Complex esportiu Palau Sacosta (Girona): El 1988 es col·locà la primera pedra. En aquest complex hi ha l'estadi d'atletisme, amb una grada per a 900 persones, un camp de futbol 11 de gespa natural, un camp de futbol 7 de gespa artificial, un camp de futbol 5 també de gespa artificial, un camp de rugbi de gespa natural, un bos amb circuit de fúting, 3 pistes de tennis de terra batuda, 1 pista de tennis greenset, un rocòdrom, tennis taula, caseta de fusta, barbacoa, sales polivalents i billar.
- Refugi de Sant Miquel de Castelló a la Serra de Llancers (Hostalets d'en Bas): Inaugurat el 1974 és el refugi de muntanya de l'entitat amb capacitat per a 20 persones.
- Antigament la seu social havia estat a la Plaça del Vi, 7, principal de GIrona. El 2009 les oficines es varen traslladar provisionalment al Complex de Palau degut a un ensorrament estructural de la planta superior de l'edifici. Actualment (2023) la seu social i el punt d'atenció al soci són al Complex Esportiu de Sant Narcís.[15]

## Guardons
- 1947 COPA STADIUM, màxima menció a l'entitat esportiva concedida per la Delegació Nacional d'Esports
- 1952 MEDALLA D'OR DE LA CIUTAT DE GIRONA, concedida per l'Ajuntament de Girona per la tasca social i esportiva
- 1960 MEDALLA D'OR DE LA DIPUTACIÓ DE GIRONA, concedida per la Diputació de Girona per la seva tasca social i esportiva
- 1994 CREU DE SANT JORDI, concedida per la Generalitat de Catalunya amb motiu del 75è aniversari de la fundació del GEiEG
- 1995 DISTINCIÓ ATHENEA, atorgada per l'Ajuntament de Girona en reconeixement dels 75 anys de promoció de l'esport i la seva implicació amb la ciutat
- 2000 ENTITAT D'UTILITAT PÚBLICA, atorgada pel Consell Superior d'Esports pels mèrits esportius, socioculturals i populars
- 2002 PREMI CATALUNYA A LA GESTIÓ EN L'ESPORT atorgat per la Generalitat de Catalunya al club esportiu amb més mèrits en la seva gestió
- 2002 PREMI IMPORTANT DEL TURISME, concedit per Barcelona Turisme i Skal Club a persones i entitats que promouen l'activitat turística
- 2004 PREMI ESPECIAL ANY EUROPEU DE L'EDUCACIÓ EN L'ESPORT, atorgant per la Generalitat de Catalunya a la millor proposta capaç de conscienciar del paper fonamental que té l'esport per al desenvolupament de la personalitat i les capacitats socials
- 2005 MENCIÓ PER EQUIPS DELS V PREMIS FAIR PLAY, atorgats per la Fundació Brafa als models per la joventut
- 2007 PREMI DESTÍ GIRONA, atorgats pre l'Associació d'Hostaleria de Girona per la seva difusió de Girona en el camp de l'esport i pel suport a l'esport base gironí.
- 2015 CERTIFICAT DESTINACIÓ TURISTICA ESPORTIVA, lliurat per l'Agència Catalana de Turisme de la Generalitat de Catalunya.
- 2015 Premi Millor Dirigent de l'Esport
- 2019 Premi Generalitat al Centenari
- 2019 Premi del COE al Centenari
- 2019 Premi dels Ateneus al Centenari